# 瓶子和美
瓶子 和美（へいし かずみ、 1968年9月18日 - ）は、フリーアナウンサー。埼玉県春日部市出身。元中部日本放送（CBC）アナウンサー。

阿隅 和美（あすみ かずみ）名義でも活動している。
三輪田学園中学校・高等学校、青山学院女子短期大学、青山学院大学経営学部卒業。オールウェーブ・アソシエツ所属。ファイナンシャルプランナー技能士１級

## 担当番組
- 2時っチャオ!（通販コーナー｢これ買っチャオ!｣）
- 東京マーケット情報
- おはよう世界のトップニュース
- ザ・フレッシュ!